# Ning
Ning es una plataforma en línea para usuarios que permite crear sitios web sociales y redes sociales, lanzado en octubre de 2005. Ning fue fundado por Marc Andreessen y Gina Bianchini.  Ning es la tercera compañía emergente de Andreessen (después de Netscape y Opsware), y obtuvo gran parte de su notoriedad de los éxitos de Andreesen con estas compañías.
La palabra "Ning" es el término en chino para "paz" (en chino tradicional, 寧; en chino simplificado, 宁; pinyin, 'níng'), como explicó Gina Bianchini en el blog de la compañía, y es también un apellido en chino.

## Características
Ning espera competir con grandes sitios sociales como MySpace o Facebook, apelando a los usuarios que quieren crear redes alrededor de intereses específicos o tienen habilidades técnicas limitadas. La característica única de Ning es que cualquiera puede crear su propia red social personalizada para un tema en particular o necesidad, dirigida a audiencias específicas. Al momento de su lanzamiento, Ning ofrecía varios sitios web simples desarrollados internamente o por miembros de una beta cerrada. A fines de septiembre de 2006, Ning centró su interés en ofrecer un sitio web para grupos, un sitio web de fotos, y un sitio web de videos para los usuarios que desearan copiarlos y usarlos para cualquier propósito. Más tarde, estas tres plantillas fueron superadas por una sola plantilla personalizable con el objeto de que fuera más manejable por personas que no eran programadores de manera que les fuera más sencilla la copia del sitio web social. Sin embargo, Ning permite a los desarrolladores tener cierto control a nivel de código fuente para sus redes sociales, brindándoles la posibilidad de cambiar características y lógica de bajo nivel. Las modificaciones del núcleo fueron deshabilitadas el 21 de octubre de 2008. Ning también ha sido usado por educadores en S-GI para conducir un estudio de un libro sobre Currículas. Muchos profesores están utilizando Ning para desarrollar recursos educativos. Las características fueron personalizadas de manera que los participantes puedan subir imágenes y videos de estudiantes desarrollando proyectos así como enlaces a blogs y Flickr.
Ning anunció soporte para la API OpenSocial de Google que fue presentada a fines de 2007. Los desarrolladores pueden hacer uso de gadgets de OpenSocial dentro de sus redes.
El sitio web fue desarrollado con PHP y la plataforma en sí está construida en Java.
En octubre de 2008, para el disgusto de la red de creadores que fueron anteriormente exhortados a desarrollar en PHP, todo acceso al código PHP y las APIs en REST fue cerrado de manera permanente y abrupta sin previo aviso, convirtiendo a Ning en una aplicación cerrada con soporte de extensiones en OpenSocial.

## Comunidad
Ning tiene unos 90.000 clientes con sitios sociales en la plataforma Ning. Varios tipos de comunidades, organizaciones y empresas utilizan Ning para su sitio web. Unos ejemplos incluyen los grupos Linkin Park (https://web.archive.org/web/20110727122847/http://www.linkinpark.com/main) y Prensamérica (http://prensamerica.com/), La serie Crepúsculo (http://thetwilightsaga.com), Shred or Die, la red de Tony Hawk  (https://web.archive.org/web/20120308171716/http://www.shredordie.com/), la fundación TuDiabetes (http://www.estudiabetes.org/ (enlace roto disponible en Internet Archive; véase el historial, la primera versión y la última).), el proyecto de arte Brooklyn Art Project (http://www.brooklynartproject.com Archivado el 26 de julio de 2011 en Wayback Machine.), T20.com - hogar de Cricket (https://web.archive.org/web/20190921074247/http://t20.com/), la iniciativa ciudadana Bogotá Digital (https://web.archive.org/web/20170420203851/http://www.bogotadigital.net/) y la plataforma de innovación abierta para Pymes de Bogotá y Cundinamarca OPEN (www.innovacionabierta.com.co)

## Críticas
- Falta de características para compartir archivos.
- Falta de integración con gestión de suscripciones.
- Falta de plataforma para comentarios por estado actualizado.
- Falta de opciones que permitan al administrador elegir qué usuarios pueden subir archivos.
- Falta de gratuidad, ya que se tienen recursos limitados de almacenamiento y ancho de banda en comparación con otras redes sociales.
- Falta de búsqueda de miembros y redes, solo se puede acceder por invitaciones al correo.
- A partir de julio de 2010; se dejó de brindar el servicio gratuito a los creadores de redes sociales.

## Modelo de negocio
En el pasado, Ning tenía dos modelos primarios de negocio. Uno permite a sus usuarios crear una red de manera libre, a cambio de anuncios de la red que Ning suministra. La otra, su opción "Ning for Business", ofrece a los usuarios una red donde ellos pueden controlar el contenido de los anuncios (o quitarlos), a cambio de una tasa mensual. Algunos otros servicios premium como almacenamiento extra y ancho de banda, y direcciones URL distintas a Ning.com también son proporcionadas por tasas mensuales adicionales.
De acuerdo a TechCrunch, la adopción de Ning no ha sido tan amplia como la compañía hubiera esperado. Requiere un conocimiento de programación web, falta de escalabilidad de su API abierta y puede ser solamente alojada en los servidores de Ning. Después de que Ning alcanzara las 100 000 redes sociales, TechCrunch revisó sus pronósticos y Ning fue llamado de rápido crecimiento. Actualmente Ning aloja más de 500 000 redes., by Gina Bianchini, Ning Blog, Oct 06, 2008</ref>
El 1 de diciembre de 2008 Ning notificó a los moderadores de sus grupos para adultos que Ning dejaría de brindar soporte a estos grupos desde el 1 de enero de 2009. La carta, firmada por Gina Bianchini, mencionaba que mientras la compañía todavía soporta el derecho a la libertad de expresión, no apoyará el soporte de los grupos para adultos, así como éstos han comenzado a demandar mucha atención y ocupar demasiados recursos de la compañía.
A partir de julio de 2010 Ning ha sido un servicio de suscripción y se ofrecen 3 | planes de pago.

## La compañía
La compañía comenzó como una compañía emergente de perfil bajo denominada '24 Hour Laundry' con Gina Bianchini como CEO y 14 empleados. El nombre cambió a Ning a la fecha de lanzamiento en octubre de 2005. Ning fue inicialmente fundado internalmente por Bianchini, Andreessen e inversores. En julio de 2007. Ning alcanzó USD$ 44 millones en capital de riesgo, dirigido por Legg Mason.
Ning está localizado en Palo Alto, California.